# Bathythrix anaulax
Bathythrix anaulax là một loài tò vò trong họ Ichneumonidae.